# Saxifraga x lincolni-fosteri
Saxifraga x lincolni-fosteri es una planta herbácea de la familia de las saxifragáceas.
Es un híbrido compuesto por las especies Saxifraga aretioides,  Saxifraga burseriana y Saxifraga diapensioides.

## Taxonomía
Saxifraga x lincolni-fosteri fue descrita por Horny, Soják & Webr y publicado en Čas. Nár. Mus., Odd. Přír. 142(1-4): 49. 1975
Etimología
Saxifraga: nombre genérico que viene del latín saxum, ("piedra") y frangere, ("romper, quebrar"). Estas plantas se llaman así por su capacidad, según los antiguos, de romper las piedras con sus fuertes raíces. Así lo afirmaba Plinio, por ejemplo.
lincolni-fosteri: epíteto
Cultivares
- Saxifraga x lincolni-fosteri 'Diana'
- Saxifraga x lincolni-fosteri 'Oradour'
- Saxifraga x lincolni-fosteri 'Salome'